# Tubize
Tubize (em neerlandês: Tubeke) é um município da Bélgica localizado no distrito de Nivelles, província de Brabante Valão, região da Valônia.